# Piero della Francesca

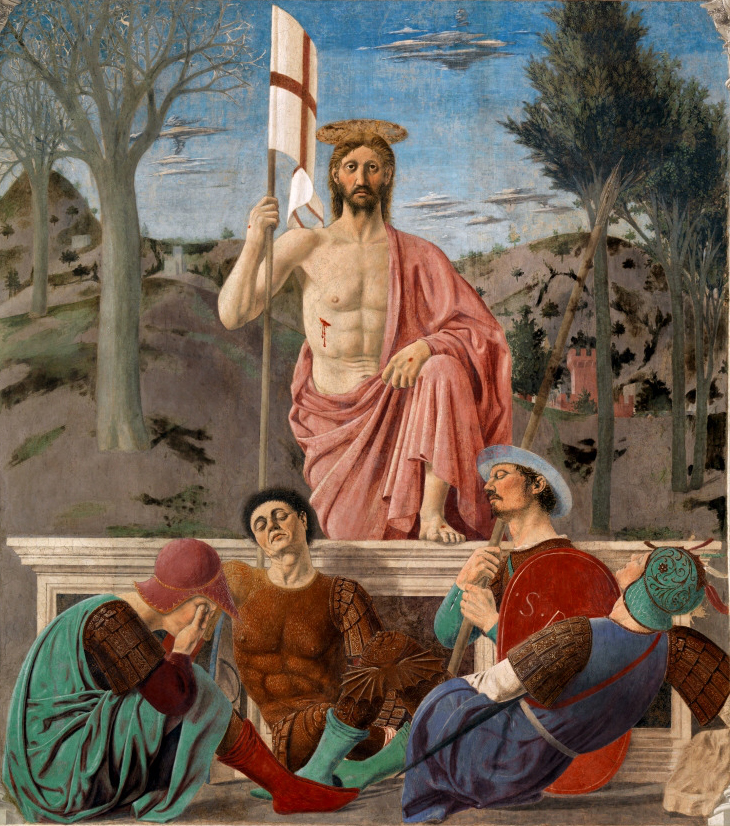
Vermutetes Selbstporträt Piero della Francescas (Mitte links unten) in einem Fresko, das die Auferstehung Jesu Christi darstellt (Museo Civico, Sansepolcro)

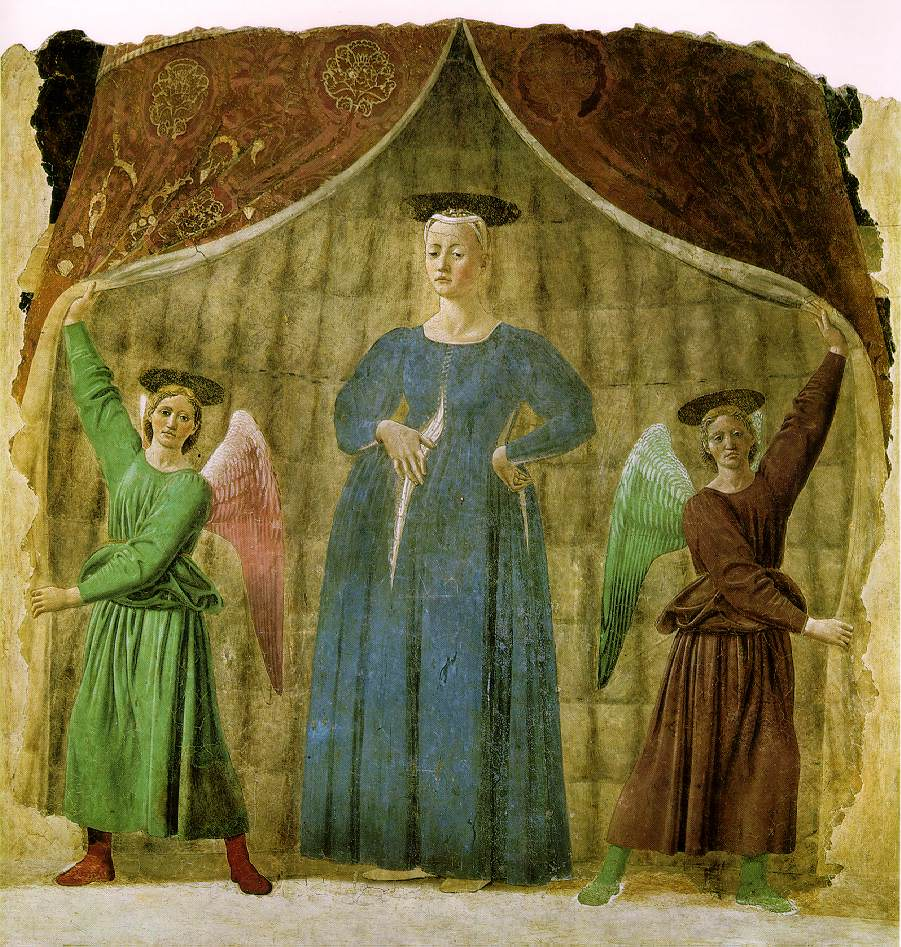
Madonna del Parto (Madonna der Geburt)

Piero della Francesca (eigentlich Pietro di Benedetto dei Franceschi, auch Pietro Borghese; * um 1410–1420 in Borgo San Sepolcro (heute Sansepolcro in der Toskana); begraben 12. Oktober 1492 ebenda) war ein italienischer Maler der Frührenaissance, Kunsttheoretiker und Mathematiker.

## Leben und Wirken
Seine Ausbildung und Jugend verbrachte Piero wohl in Florenz, wo in den 1430er Jahren eine helle, pastellartige Farbigkeit gepflegt wurde, die 1435 auch von Leon Battista Alberti in seinem Malereitraktat (trattato della pittura) propagiert wurde. Vor allem Domenico Veneziano, dem Piero in Florenz 1439 nachweisbar zuarbeitete, aber auch Fra Angelico werden ihn in diesem Sinne beeinflusst haben, während er von Masaccio durch dessen bedachte Anordnung der Figuren im Raum beeindruckt wurde. Bereits in dieser Phase begann sich Pieros mathematisches Denken zu manifestieren. Er setzte sich mit der Anwendung von Regeln der Proportionslehre und Perspektive auseinander, wie sie etwa im sogenannten „Dreisatz“ oder der Regula de tri zum Ausdruck kommt. Diese ursprüngliche Herangehensweise stammt aus dem Handelswesen und wurde im 15. Jahrhundert in der Malerei genutzt, um Proportionen und räumliche Verhältnisse exakt zu berechnen. Pieros Gemälden wird deutlich, wie präzise er Bildintervalle und perspektivische Konstruktionen gegeneinander abwägt, um trotz formaler Strenge einen ausgewogenen Gesamteindruck zu schaffen. Aufbauend zu Albertis Konzept der Zentralperspektive, systematisiert Piero diese in späteren Schriften mathematisch. Dabei entwickelte er differenzierte Verfahren zur Darstellung geneigter Flächen und zur Lichtführung. In seiner Malerei diente die Perspektive nicht nur als ein technisches Mittel, sondern auch als Ausdruck seiner rationale durchdrungenen Weltordnung.
Nach Florenz kehrte Piero nach 1440 wohl nicht mehr zurück, doch 1459 arbeitet er kurz für den Papst in Rom; sonst ist er ab 1442 in der toskanischen Provinz (Arezzo, Sansepolcro) und für Provinzfürsten in Urbino, Ferrara oder Rimini tätig. Seine Tätigkeit in Arezzo, vor allem der Freskenzyklus The History of the True Cross (1452–1466), demonstriert eindrucksvoll sein Streben nach Ordnung, Klarheit und mathematischer Raumstruktur. In diesen Fresken zeigt sich, wie sehr Piero Perspektive nicht nur als Darstellungsmittel, sondern als philosophisch-humanistische Ordnung der Welt begriff.
Da es nur wenige gesicherte Daten zum Leben und zu einzelnen Werken Pieros gibt, ist die Chronologie seiner Werke umstritten und die Angaben im folgenden Werkverzeichnis nennen entsprechend gespreizte Entstehungszeiträume. Hatte man früher versucht, aus der Stilentwicklung eine Werkabfolge abzuleiten, geht die jüngere Forschung eher von historischen (Ginzburg) und damit verbundenen ikonographischen Indizien (Roeck) aus, um Entstehungsanlässe einzelner Werke wahrscheinlich zu machen.
Die neuere Forschung betont zudem Pieros interdisziplinäres Wirken: Er war nicht nur Maler, sondern auch Mathematiker, Geometer und Theoretiker. In seinem Hauptwerk De prospectiva pingendi, die er um 1474 verfasste und dem Herzog Federigo widmete, entwickelt er ein umfassendes System perspektivischer Konstruktionen. Das Werk umfasst drei Bücher und ist Piero zufolge an Künstler und Praktiker gerichtet, welche die Konstruktion räumlicher Darstellungen erlernen wollen. Es behandelt die Projektion von Flächen, Linien und geometrischen Körpern im Raum. Im Gegensatz zu seinem Vorgänger Leon Battista Alberti, der in De pictura (1435) die Malerei in die Bereiche „Umriss, Komposition und Lichtverteilung“ gliedert, verwendet Piero die Begriffe „Entwurf, Maß und Farbe“. Vermutlich ein Ausdruck seiner stärker naturwissenschaftlich mathematischen Herangehensweise. Buch I behandelt die grundlegenden Prinzipien der Optik und einfache perspektivische Konstruktionen wie etwa der Grundsatz: „Ein näher gelegtes Objekt erscheint größer als ein weit entferntes“. Buch II widmet sich der Darstellung dreidimensionaler Körper, etwa Würfel, Prismen oder oktaedrische Objekte. Piero demonstriert hier, wie man die Koordinaten der einzelnen Punkte systematisch in perspektivisch richtige Positionen überträgt. Buch III führt eine Ray-Tracing Methode ein. Hier wird mittels Fäden oder Seilmodellen der Punkt konstruiert, an dem der Sehstrahl die Bildebene trifft, wodurch illusionistische Darstellungen entstehen. Mit seinem Werk Verstand Piero die Malerei als Anwendung geometrischer Prinzipien zur Lösung komplexer Probleme von Perspektiven und Volumendarstellungen. Seine bildnerische Sprache basiert auf der euklidischen Geometrie, hierbei wird Körper und Fläche nach vorab definierten mathematischen Maßverhältnissen in die Bildlandschaft eingefügt.
Neben bürgerlichen Stiftern kirchlicher Fresken sind es vor allem höfische Kreise um die Herrscher in Rimini und Sansepolcro (Malatesta) oder Urbino (Montefeltro), deren untereinander geführte Auseinandersetzungen sich in verschlüsselten Bilddetails spiegeln. Gerade am Hof von Guidobaldo da Montefeltro in Urbino kam es zu einer einzigartigen Synthese von Kunst, Wissenschaft und Humanismus. Piero war dort nicht nur als Künstler tätig, sondern wirkte im geistigen Austausch mit Philosophen, Mathematikern und Humanisten. In dieser Atmosphäre entstand auch sein mathematisches Werk Libellus de quinque corporibus regularibus, in dem er die fünf platonischen Körper in klarer geometrischer Sprache beschrieb und zeichnerisch darstellte.
Pieros Bildsprache ist von antiken Reminiszenzen geprägt, zu denen er zwischen 1452 und 1466 im Künstler- und Humanistenkreis am Hofe von Federico da Montefeltro in Urbino Zugang hatte und die auch seine späteren theoretischen Arbeiten maßgeblich beeinflussten. Zu den Künstlern, die er am Herzogshof kennenlernte, gehörte Melozzo da Forli.

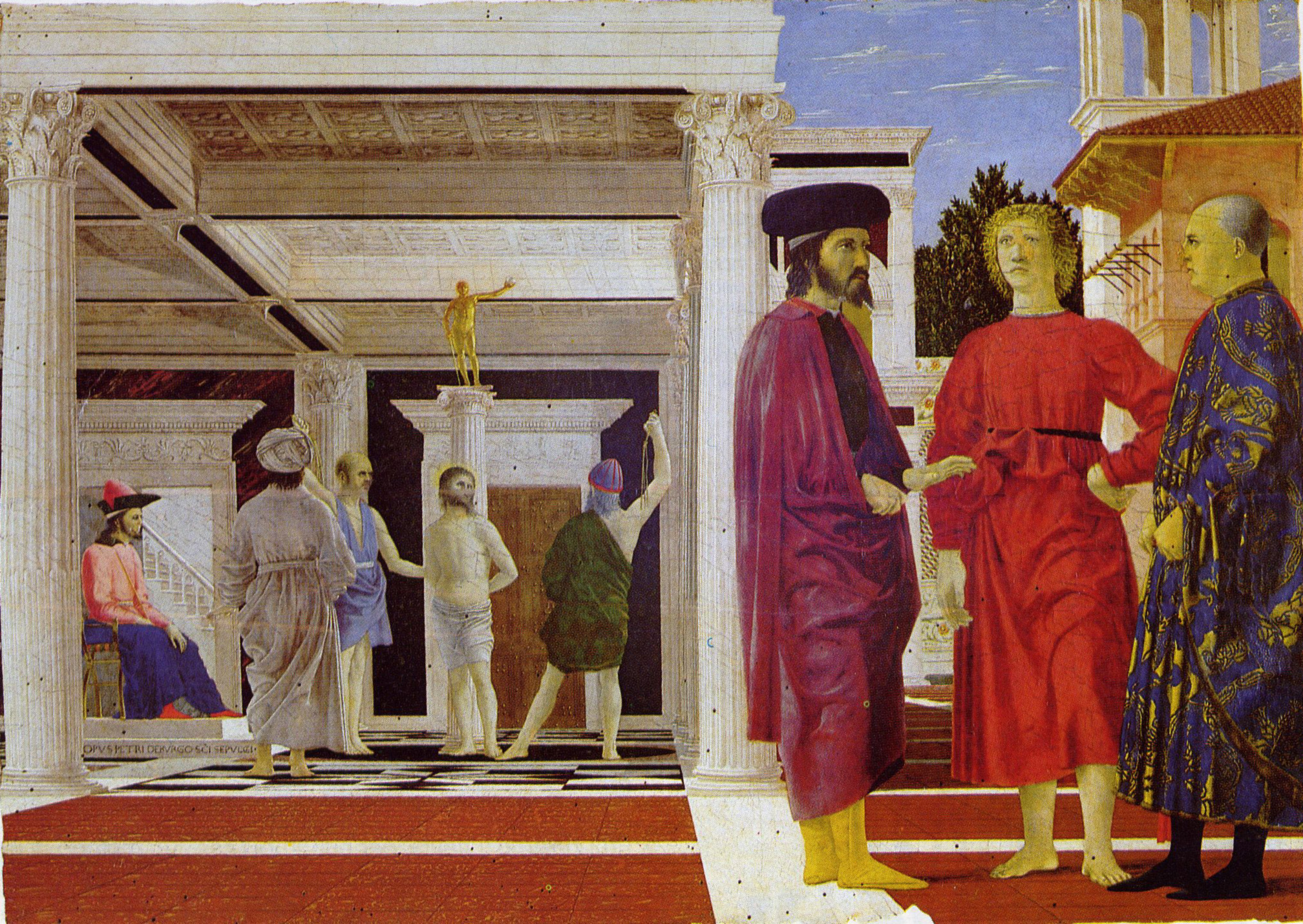
Die Geißelung

Zu dieser Zeit war Piero nicht nur von klassischer Antike inspiriert, sondern auch durch das neu aufkommende mathematische Weltbild. Besonders die Proportionslehren von Vitruv und Euklid flossen in seine Werke ein. Dies zeigt sich etwa in der Komposition des Gemäldes Die Geißelung Christi, dessen räumliche Staffelung und Verhältnis von Figuren- und Architekturgrößen mathemisch exakt aufeinander abgestimmt sind.
Zu seinen Schülern gehörten vermutlich Luca Signorelli und Pietro Perugino sowie der aus seinem Heimatort stammende Mathematiker Luca Pacioli (um 1445–1514), der später durch Giorgio Vasari unter Plagiatsverdacht gestellt wurde. Pacioli selbst schrieb später das berühmte Werk De Divina Proportione, in dem zahlreiche mathematische Konzepte enthalten sind, die Piero zuvor in seinen eigenen Traktaten formuliert hatte, vor allem die Darstellung geometrischer Körper und die Anwendung des Goldenen Schnitts. Allerdings wird klar, dass Pacioli mehrfach Passagen aus Pieros Werk übernommen hat, ohne diesen namentlich zu nennen, was den Vorwurf des Plagiats plausibel erscheinen lässt.
Piero entwickelte unverwechselbar eigentümliche Stilbesonderheiten. Die Szenarien seiner Gemälde zeichnen sich durch ernste Feierlichkeit aus. Das alles durchflutende Licht mildert jedoch die Strenge dieser Figurenkompositionen. Ihr liegen geometrische Grundstrukturen, ein Raster von Vertikalen und Horizontalen zugrunde, die seinen Stil bis hin zu seinem theoretischen Alterswerk lebenslang bestimmten. So erklärt sich, dass sein lange wenig beachtetes Werk erst in den 1920er Jahren, der Zeit der Neuen Sachlichkeit und der Pittura metafisica, wiederentdeckt und bewundert wurde.
Um 1478 hörte er auf zu malen, um sich ganz der Theorie zu widmen. So schrieb er weitere wichtige kunsttheoretische Bücher, die sich in erster Linie mit der Perspektive, Geometrie und Trigonometrie beschäftigen: De prospectiva pingendi und Libellus de quinque corporibus regularibus. Hinzu kommt das mathematische Werk Trattato d’Abaco, das sich mit praktischer Arithmetik und angewandter Mathematik beschäftigt, wie etwa dem Währungs- und Zinsrechnen oder der algebraischen Problemlösung. Damit wird deutlich, dass Piero nicht nur ein theoretischer Mathematiker, sondern auch ein Lehrer und Vermittler mathematischen Wissens war.
Piero della Francesca war der erste Maler, der versuchte, mit Hilfe der Mathematik perspektivische Probleme zu lösen bzw. den Umgang mit Perspektive durch geometrische und mathematische Hilfsmittel zu perfektionieren. Piero ging dabei weit über das hinaus, was seine Zeitgenossen wie Alberti und die Zentralperspektive unternahmen. Piero entwickelte praktische Konstruktionsregeln für komplexe Szenen, Schattenwürfe und transparente Körper. Seine Zeichnungen in De prospectiva pingendi gelten als die ersten wissenschaftlich präzisen Visualisierungen von Licht und Raum in der Kunstgeschichte.
Weiterhin existiert in der Biblioteca Laurenziana in Florenz ein Traktat namens Del Abaco von ihm.
Er war für die Wiederentdeckung von sechs Archimedischen Körpern zuständig. Diese Körper stellte Piero nicht nur geometrisch dar, sondern erläuterte auch deren mathematische Eigenschaften.
Sein Testament erstellte er am 5. Juli 1487. Fünf Jahre später starb er erblindet und vereinsamt in seinem Geburtsort. Er übte auf die nachfolgende Malergeneration wie Andrea Mantegna und Luca Signorelli einen großen Einfluss aus, und auch Leonardo und Raffael müssen seine Werke gekannt haben. Leonardo da Vinci übernahm nicht nur kompositorische Prinzipien Pieros, sondern auch dessen Idee, mathematische Strukturen als Grundlage von Naturdarstellung zu verwenden. In Leonardos Notizbüchern finden sich Perspektivstudien, die auf Pieros Modelle verweisen, ein indirektes Zeugnis für die nachhaltige Wirkung des italienischen Renaissance Künstlers Piero della Francescas.

## Werke (Auswahl)
- Hl. Hieronymus, um 1440, Gemäldegalerie, Berlin
- Hl. Hieronymus mit einem Stifter, etwa 1448–1451, Gallerie dell’Accademia, Venedig
- Sigismondo Pandolfo Malatesta, um 1450. Musée du Louvre, Paris
- Sigismondo Pandolfo Malatesta vor dem Hl. Sigismund betend, Fresko, 1451. Tempio Malatestiano, Rimini
- Taufe Christi, um 1450, sicher vor 1465. National Gallery, London
- Die Legende des wahren Kreuzes, Freskenzyklus in  der Kirche San Francesco, Arezzo. Das Hauptwerk Pieros aus den 1450er Jahren wurde von 1991 bis 1996 restauriert.
- Die Königin von Saba besucht Salomon, um 1452, Wandmalerei. Arezzo, S. Francesco
- Hl. Julianus, Fresko, um 1455, Museo Civico, Sansepolcro
- Die Geißelung Christi, um 1452 oder 1460. Galleria Nazionale delle Marche, Urbino. Gelehrsamkeit und kriminalistischer Scharfsinn versuchen immer wieder, die Geheimnisse des rätselhaften Doppelbildes zu entschlüsseln.[10]
- Geburt Christi, um 1460. National Gallery, London
- Polyptychon der Schutzmantelmadonna, etwa 1445–1462. Museo Civico, Sansepolcro
- Madonna mit Kind und vier Heiligen, zwischen 1450 und 1470. Clark Art Institute, Williamstown (Massachusetts)
- Madonna del Parto (Madonna der Geburt), Fresko, um 1450–1475. Monterchi (südlich von Sansepolcro in der Toskana). Seit der aufwendigen Restaurierung 1992/93 in einem eigens eingerichteten Museum ausgestellt.[11]
- Die Pala Montefeltro (Maria mit Kind, umgeben von Heiligen), um 1459–1465. Pinacoteca di Brera, Mailand
- Auferstehung Christi, Fresko, um 1460. Museo Civico, Sansepolcro
- Polyptychon des Hl. Augustinus, 1460–1469. Das Altarbild ist auseinandergenommen worden, die Teile befinden sich in folgenden Museen: National Gallery, London und Frick Collection, New York, Museo Poldi Pezzoli, Mailand, Museu Nacional de Arte Antiga, Lissabon und National Gallery of Art, Washington
- Polyptychon des Hl. Antonius, zwischen 1460 und 1470. Galleria Nazionale dell’Umbria, Perugia
- Diptychon des Federico da Montefeltro mit seiner Gattin Battista Sforza, um 1465–1473. Galleria degli Uffizi, Florenz
- Maria Magdalena, Fresko, um 1466. Kathedrale, Arezzo
- Herkules, Fresko, um 1470. Isabella Stewart Gardner Museum, Boston
- Die Madonna von Senigallia, 1472. Galleria Nazionale delle Marche, Urbino

## Schriften
- De prospectiva pingendi. 3 Bde. Hrsg. von G. Nicco-Fasola. Florenz 1984.(Ms. Regg. A 41/2. Biblioteca Panizzi, Reggio Emilia)
- Trattato d’abaco. Dal Codice Ashburnhamiano 280 (359-291) della Biblioteca Medicea Laurenziana di Firenze. A cura di Gino Arrighi. Pisa, Domus Galileana 1970. (Testimonianze di storia della scienza. 6.)
- Libellus de quinque corporibus regolaribus . (Spätwerk) Hrsg. von C. Grayson, C. M. Dalai  Emiliani, C.G.Maccagni Mancini. Florenz, Giunti 1995. (MS Urb.lat.632. Biblioteca Apostolica Vaticana Rom)
- Piero’s Archimedes, [fac-sim of Codice Riccardiano 106 by Piero della Francesca];  von. Roberto Manescalchi, Sansepolcro 2007[12]
- Piero’s Archimedes, [fac-sim of Codice Riccardiano 106 by Piero della Francesca]; eds. Roberto Manescalchi, Matteo Martelli, James Banker, Giovanna Lazzi, Pierdaniele Napolitani, Riccardo Bellè. Sansepolcro, Grafica European Center of Fine Arts e Vimer Industrie Grafiche Italiane, 2007. 2 vol. (82 ff., XIV-332 pp. English, Français, Espanol, Deutsch, Italiano and Arabic) ISBN 978-88-95450-25-4

## Rezeption
Der 1997 erschienene Roman Ombra des Schweizer Schriftstellers Urs Faes entwirft eine Biographie von Piero dell Francesca.